# Chrysorithrum
Chrysorithrum é um gênero de traça pertencente à família Erebidae.